# Acanthocobitis
Acanthocobitis is een geslacht van straalvinnige vissen uit de familie van de bermpjes (Nemacheilidae).

## Soorten
- Acanthocobitis botia (Hamilton, 1822)
- Acanthocobitis pavonacea (McClelland, 1839)
- Acanthocobitis pictilis Kottelat, 2012
- Acanthocobitis rubidipinnis (Blyth, 1860)
- Acanthocobitis urophthalmus (Günther, 1868)
- Acanthocobitis zonalternans (Blyth, 1860)